# 216 (число)
216 (дві́сті шістна́дцять) — натуральне число між 215 і 217.
- 216 день в році — 4 серпня (у високосний рік 3 серпня).

## У математиці
- 2³×3³ або 6×6×6.

## В інших областях
- 216 рік; 216 рік до н. е.
- ASCII-код символу «Ш» у російській кодовій сторінці.
- В Юнікоді 00D816 — код для символу «Ø» (Latin Capital Letter O With Stroke).
- NGC 216 — лінзоподібна галактика (S0) у сузір'ї Кит.
- Міжнародний стандарт ISO 216 визначає паперові формати.